# Aliette Armel
Pour les articles homonymes, voir Armel.
Aliette Armel, née le 23 février 1951 à Neuilly-sur-Seine est une romancière, essayiste et critique littéraire française. Elle a également exercé diverses fonctions dans la fonction publique d'État et territoriale.
Elle réside à Paris mais aussi à Plougrescant (Côtes-d'Armor).

## Biographie
Aliette Armel est la fille de Jean-Jacques Bernier, professeur de médecine en gastro-entérologie, et de Monique Bernier-Le Goff, psychiatre.
Son enfance se passe entre Paris où elle fait ses études (Sainte-Marie de Passy) et la Bretagne où se trouve, à Trébeurden, la maison de ses grands-parents, Pierre et Valentine Le Goff, et à Lannion la librairie-papeterie-imprimerie de son oncle et de sa tante, Daric et Janine Mauger.
Sa grand-mère lui apprend à lire dès l'âge de 3 ans et demi et dans la boutique de son oncle et de sa tante elle suit la fabrication du journal départemental (Le Lannion républicain).
Après son baccalauréat en 1968, elle prépare l'École des Chartes (Lycée Henri IV). Parallèlement elle obtient un DEUG d'histoire de l'art à l'Institut d'art et d'archéologie (rue Michelet, Paris 6e arrondissement). Elle soutient une maîtrise d'histoire médiévale (sur les corporations, à Paris, au XVe siècle) devant Jean Favier (Paris IV, 1972).
Elle passe trois ans (1974-1977) à la Casa de Velázquez (Madrid) avec son mari et ses deux enfants, Olivier et Sandrine.
De retour en France, elle doit renoncer à l'agrégation d'histoire. Elle est nommée secrétaire d'administration scolaire et universitaire au rectorat de l'académie de Toulouse (1978). Elle apprend la programmation informatique (COBOL) dans le cadre des formations organisées pour les personnels de l'Éducation nationale.
Parallèlement à son travail au CATI (Centre académique de traitement informatique) puis au CIATI (Centre interacadémique de traitement informatique) de l'académie de Toulouse, elle assure une émission hebdomadaire sur des radios libres (Radio Occitanie, Canal Sud), elle rédige des critiques dans des journaux régionaux et anime des débats à la Fnac de Toulouse.
En 1984, elle publie sa première critique au Magazine Littéraire, auquel elle n'a pas cessé de collaborer depuis.
En 1985, elle dirige l'artothèque de la Ville de Toulouse, service de la Bibliothèque municipale chargé du prêt des œuvres d'art multiples. De 1985 à 1993, elle organise plus de 40 expositions d'estampes (Dado, André Masson, Vieira da Silva, Zao Wou-Ki, Olivier Debré, Michel Leiris et ses peintres (Picasso, Wifredo Lam, Masso), les peintres du mouvement COBRA).
Elle soutient un DEA de communication à l'université de Paris-X Nanterre (1989) et est chargée de cours dans cette université (1989-1991) puis à l'Université Toulouse II-Le Mirail (1991-1993).
En 1990, elle publie son premier livre, un essai intitulé Marguerite Duras et l'autobiographie (éd. Castor Astral).
En 1992-1993, elle collabore au montage de La Cerisaie mise en scène par Jacques Rosner au Théâtre Daniel Sorano (Toulouse).
En 1993, elle est nommée chargée de mission au Livre et à la Lecture publique en Seine-Saint-Denis. Elle organise des résidences d'écrivains (Charles Juliet, Sylvie Germain, Fred Vargas), des manifestations autour du livre (« Écrivains français venus d'ailleurs », « Personnages de femmes en littérature ».)
Elle revient dans l'administration de l'Éducation nationale, dans les services déconcentrés d'abord, au CNOUS (1996-2002) dont elle crée le site web avant de devenir directrice de la communication (2000-2002), puis au ministère de l'Éducation nationale où elle est chargée de mission au Conseil national des programmes (2002-2005), puis au ministère chargée de la Recherche où elle coordonne sur le plan national la Fête de la Science, où elle organise la Ville européenne des Sciences sous la nef du Grand Palais dans le cadre de la présidence française de l'Union européenne (novembre 2008), où elle dirige le bureau de la Culture et du Patrimoine scientifiques et techniques (juillet 2007-mars 2009), puis le secteur Sciences et Société.
Le 1er juillet 2015, elle prend sa retraite administrative pour se consacrer à ses activités autour de la lecture et de l'écriture : ateliers d'écriture, conférences, écriture et publications de critiques et de romans.

## Activités littéraires
Au Magazine littéraire, depuis 1984, elle a publié
- des centaines de critiques (majoritairement romans français)
- des articles de fond dans les dossiers
- elle a coordonné les dossiers Marguerite Duras, Michel Leiris, Antonin Artaud, La Bible et les écrivains, L'Éloge du voyage
- elle a coordonné le numéro spécial les 40 ans du Magazine Littéraire
- elle a réalisé l'enquête sur le prix Nobel de littérature
- elle a réalisé des grands entretiens avec :
  - Russell Banks
  - Henry Bauchau, (et aussi auteur d'un documentaire sur Henry Bauchau, écrivain par espérance, réal. Elisabeth Kapnitz, coll. « Les hommes livres » dirigée par Jérôme Prieur 1999 – 2000)
  - José Cabanis
  - Jacques Chessex
  - Albert Cossery[2]
  - Jacques Derrida et Hélène Cixous
  - Assia Djebar
  - Marguerite Duras
  - Peter Handke
  - Nancy Huston
  - Charles Juliet
  - Ahmadou Kourouma
  - Agota Kristof
  - Claudio Magris
  - Paul Nizon
  - René de Obaldia
  - André Pieyre de Mandiargues
  - Claude Simon
  - Daniel Pennac
  - Michel Ragon
  - Pierre-Jean Rémy
  - Jacques Roubaud
  - George Steiner
  - Henry Thomas
  - José Saramago
  - Antoine Volodine
  - Gao Xingjian (publié sur bibliobs.com)
  - François Cheng (Ultreia)

Elle a participé à deux colloques à Cerisy-la-Salle :
- Juillet 1993 – Marguerite Duras (organisé par Alain Vircondelet)
- août 2007 – Sylvie Germain (organisé par Alain Goulet)

Elle a collaboré à l'Encyclopædia Universalis (1994-2004)
Elle a suivi en tant que participante (1994-1997) l'atelier d'écriture animé par Elisabeth Bing et anime des ateliers l'été, à Plougrescant, depuis 2010.
Elle a bénéficié de deux missions Stendhal (ministère des Affaires Étrangères) pour un projet d'écriture :
- au Yémen (1999)
- à Pondichéry (2009)

Elle a appartenu à deux commissions au CNL, Centre national du livre :
- 1993-1996 : commission bibliothèques
- 2005-2008 : commission Romans

Elle a assuré un cours intitulé « Voyager en livres et en films » (formation continue - Université de Paris Sorbonne (Paris IV)) et en septembre 2013 (Paris Sorbonne (Paris IV) Université InterÂges), une série de six conférences  « À la rencontre de grandes figures de la littérature contemporaine » (Duras, Le Clézio, Claude Simon, Peter Handke, Sylvie Germain, Henry Bauchau). Elle est intervenue dans « Littérature et Sciences » au CNAM (Conservatoire national des Arts et Métiers).
Aliette Armel dispose d’un site internet personnel. 
Depuis juillet 2015 :
Elle anime des ateliers d'écriture à Paris et en Bretagne
Elle anime tous les mois le « Café Lire L'Inde », consacré à la littérature indienne et aux œuvres de fiction sur l'Inde, dans un restaurant parisien.
Depuis janvier 2017, elle collabore à la revue Ultreia.

## Œuvres
- Marguerite Duras et l'autobiographie, Castor Astral, 1990, réédition 1996
- Michel Leiris, Fayard, 1997 (biographie)
- Marguerite Duras : les trois lieux de l'écrit, éd. Christian Pirot, coll. « Maisons d'écrivains », 1998
- L'enfant abandonné, Copenhague, Kaleïdoscope, coll. Fiction française, 1998 (adaptation radiophonique, Radio France, 1999)
- Les itinéraires de Michel Ragon, Albin Michel, 1999
- Antigone (dir.), Autrement, coll. « Figures Mythiques », 1999 (après la production sur France-Culture de 4 émissions radiophoniques d'une heure intitulées Visages d'Antigone (diffusion 20 au 23 octobre 1998), dans la série des « Nuits magnétiques »)
- Sylvie, Zulma, coll. « Les prénoms de Zulma », 2001
- Le Voyage de Bilqîs (roman), Autrement, 2002, prix Ouest, trad. en anglais, italien, japonais, coréen
- Le Disparu de Salonique (roman), Le Passage, 2005
- Le Pianiste de Trieste (roman), Le Passage, 2008
- Pondichéry, à l'aurore (roman), Le Passage, 2011
- Bientôt la retraite ! (livre pratique), Albin Michel, 2016
- En compagnie de Marguerite Duras, Editions Le Passeur, 2018
- Le Clézio l'homme du secret, Editions Le Passeur, 2019
- La Bretagne terre de sacré, Desclée de Brouwer, 2022